# Conotrachelus bacumuchae
Conotrachelus bacumuchae – gatunek chrząszcza z rodziny ryjkowcowatych.

## Zasięg występowania
Ameryka Południowa, notowany w Brazylii.

## Budowa ciała
Ubarwienie ciała brązowe.